# بالاتون‌فورد
شهر بالاتون‌فورد (به مجاری: Balatonfüred) در وِسپرم در کشور مجارستان واقع شده‌است. جمعیت این شهر ۱۳٫۱۸۶ نفر است.

## نگارخانه

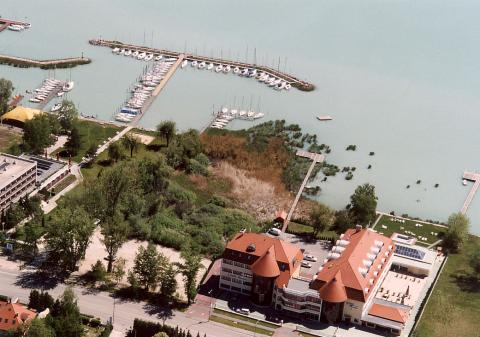
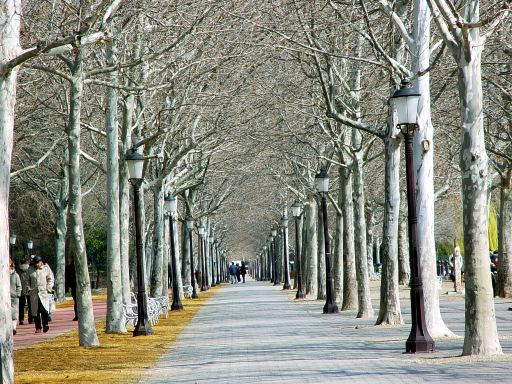
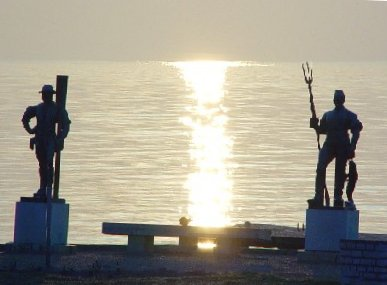

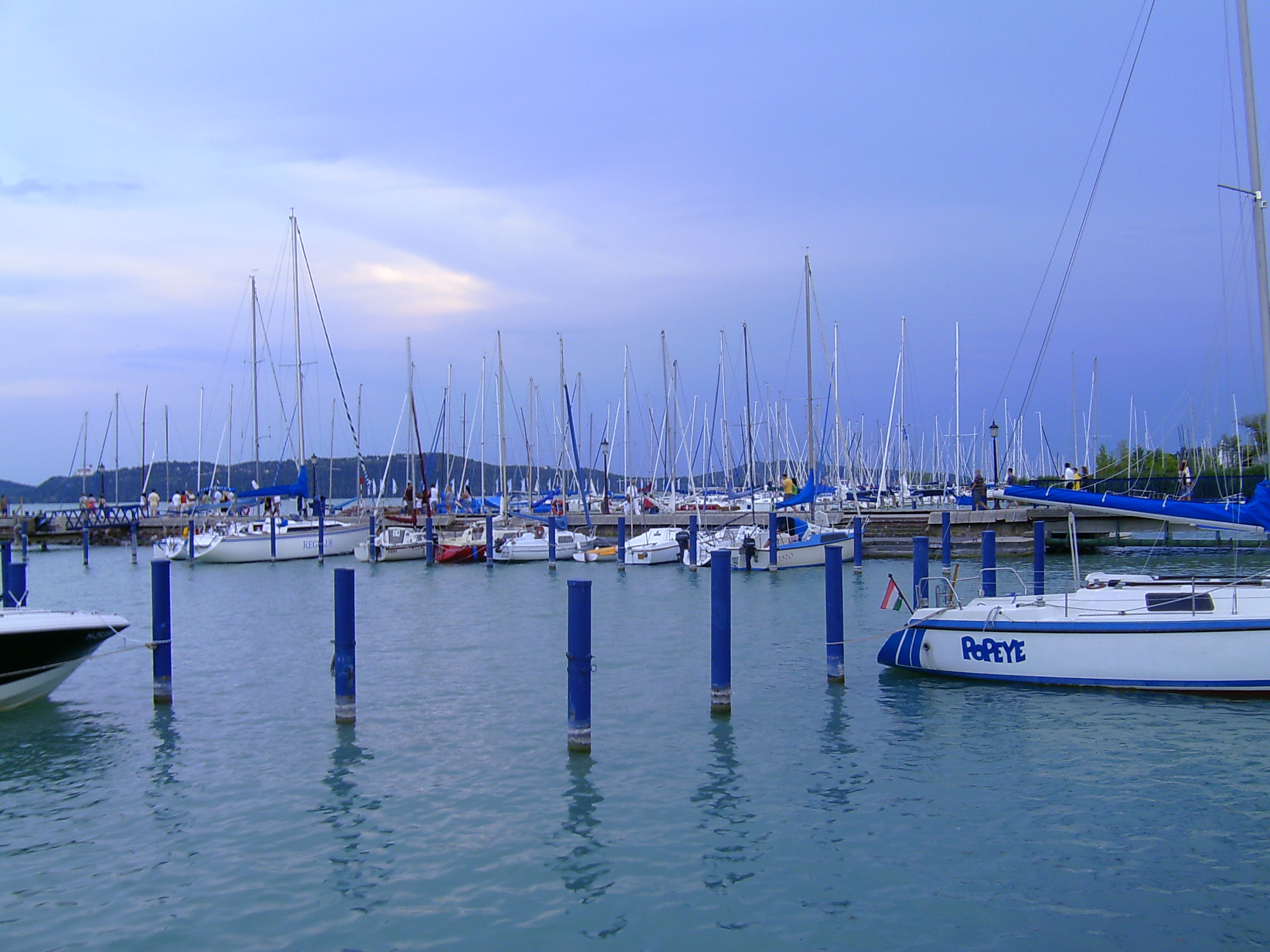